# Empis assimilis
Empis assimilis är en tvåvingeart som beskrevs av Gabriel Strobl 1893. Empis assimilis ingår i släktet Empis och familjen dansflugor. Inga underarter finns listade i Catalogue of Life.